# Randy Stumpfhauser
Randall Richard Stumpfhauser (ur. 27 stycznia 1977 we Fresno) – amerykański kolarz BMX, wielokrotny medalista mistrzostw świata.

## Kariera
Pierwszy sukces w karierze Randy Stumpfhauser osiągnął w 1996 roku, kiedy zajął drugie miejsce w kategorii elite podczas mistrzostw świata BMX w Brighton. W zawodach tych wyprzedził go jedynie Brytyjczyk Dale Holmes, a trzecie miejsce zajął Florent Boutte z Francji. W tej samej konkurencji zdobył jeszcze trzy srebrne medale na: MŚ w Paulinii (2002), MŚ w Perth (2003) i MŚ w São Paulo (2006) oraz brązowe podczas MŚ w Louisville (2001) i MŚ w Victorii (2007). Największe sukcesy Stumpfhauser osiągał w konkurencji cruiser, w której cztery razy z rzędu zwyciężał: MŚ w Paulinii (2002), MŚ w Perth (2003), MŚ w Valkenswaard (2004) i MŚ w Paryżu (2005). Był także drugi za Mario Andrésem Soto z Kolumbii na mistrzostwach w Córdobie (2000) oraz trzeci na mistrzostwach w Louisville (2001), gdzie wyprzedzili go Dale Holmes oraz Łotysz Ivo Lakučs.